# Håvard Jørgensen (músico)
Håvard Jørgensen, también conocido como Haavard y Lemarchand (n. 26 de septiembre de 1975 en Oslo), es un compositor, guitarrista y vocalista noruego que ha contribuido en una serie de bandas y proyectos desde principios de los 90. Las bandas son: Satyricon, Ulver, SCN, C-Systems o Akki & Hojo.

## Bandas

### Satyricon
Una de sus primeras bandas fue Eczema (que más tarde cambió su nombre a Satyricon). Håvard grabó con ellos sus dos demos. En el primero tocó la guitarra, y en el segundo tocó el bajo. A pesar de que la demo The Forest Is My Throne, recibió buenas críticas abandonó Satyricon para unirse a Ulver.

### Ulver
Fue guitarrista de Ulver entre 1993 y 1998, y guitarrista de sesión entre 2000 y 2005.

### Akki & Hojo
Compositor, guitarrista y vocalista de Akki & Hojo desde 2004 hasta la actualidad

### C-Systems
Vocalista y guitarrista de C-Systems desde 2008 hasta la actualidad

## Discografía

### Satyricon
- Satyricon (Demo, 1992)

### Ulver
- Rehearsal 1993 (1993)
- Vargnatt (1993)
- Bergtatt - Et Eeventyr i 5 Capitler (1994)
- Kveldssanger (1995)
- Nattens Madrigal - Aatte Hymne til Ulven i Manden (1996)
- The Trilogie - Three Journeyes through the Norwegian Netherworlde (1997)
- Themes From William Blake's The Marriage of Heaven and Hell (1998)
- Perdition City (2000)
- Blood Inside (2005)
- Gods Of Thunder-A Norwegian Tribute To Kiss (2005) - Strange Ways

### The Mindtrip Project
- Fragmentation EP (2000) - Guitarrista en Depature y Content Zero

### SCN
- Inside Out (2001) - Guitarrista en All Tied Up y So Free

### Head Control System
- Murder Nature (2006) - Solo de guitarra en Masterpiece (of Art)

### Akki & Hojo
- Skyfri (Single, 2006) - Compositor y vocalista
- Angel On Guard (Singel, 2006) - Compositor

### C-Systems
- Close my eyes (Single, 2008) - Guitarrista
- Don't Turn Around (Single, 2009) - Vocalista